# Tenuopus acrosticalis
Tenuopus acrosticalis är en tvåvingeart som beskrevs av Charles Howard Curran 1927. Tenuopus acrosticalis ingår i släktet Tenuopus och familjen styltflugor. Inga underarter finns listade i Catalogue of Life.